# Echinocactus
Echinocactus je rod severoamerických kaktusů obvykle se silnými trny a malými květy. Název je odvozen od řeckého slova εχινος - echino, to znamená trnitý, a cactus - kaktus.
Rod obsahuje dvě skupiny. Velké echinokaktusy dorůstají až 2m výšky a průměru a jsou to spolu s rodem Ferocactus největší kulovité kaktusy vůbec. Stonek je rozdělen do početných přímých žeber, která nesou areoly s přímými trny. E. grusonii má husté zlatisté otrnění směřující šikmo dolů. Je často nabízen v obchodech. E. platyacanthus má řidší otrnění a několik poddruhů. Některé variety mají epidermis s výrazným fialovým pruhováním. Jsou dominantami krajiny. Pěstování je snadné.
Malé echinokaktusy (E. horizonthalonius, parryi, polycephalus, texensis) rostou v extrémních podmínkách na nejsušších lokalitách. Dorůstají do 20 cm velikosti. Pěstování je obtížné.
Do rodu Echinocactus byly dříve řazeny všechny kulovité kaktusy. Postupně byly vytvářeny nové samostatné rody, do nichž byla většina echinokaktusů převedena.
Blízce příbuzný je rod Ferocactus.

## Druhy
- Echinocactus grusonii
- Echinocactus platyacanthus

- Echinocactus horizonthalonius
- Echinocactus parryi
- Echinocactus polycephalus
- Echinocactus texensis